# Liste der Universitäten in Nordkorea
| Universität                                                    | Chosŏn’gŭl             | Stadt     | Gründungsjahr | Studierende |
| -------------------------------------------------------------- | ---------------------- | --------- | ------------- | ----------- |
| Ch’ŏngjin Medical University                                   |                        | Ch’ŏngjin |               |             |
| Ch’ŏngjin Mine and Metal University                            |                        | Ch’ŏngjin |               |             |
| Ch’ŏngjin University of Pedagogy No. 1                         |                        | Ch’ŏngjin |               |             |
| Ch’ŏngjin University of Technology                             |                        | Ch’ŏngjin |               |             |
| Hamhŭng University of Education                                |                        | Hamhŭng   |               |             |
| Hamhŭng University of Medicine                                 |                        | Hamhŭng   |               |             |
| Hamhŭng University of Chemical Technology                      |                        | Hamhŭng   |               |             |
| Huichon University of Telecommunications                       | 희천공업대학           | Huichon   | 1959          |             |
| Jo Gun Sil University of Engineering                           | 조군실원산공업대학     | Wŏnsan    |               |             |
| Technische Universität Kim Ch’aek                              | 김책공업종합대학       | Pjöngjang | 1948          | 10.000      |
| Kim Cheol-ju University of Education                           | 김철주포병종합군관학교 |           |               |             |
| Kim-Il-sung-Universität                                        | 김일성종합대학         | Pjöngjang | 1946          | 12.000      |
| Kim Il-sung Broadcasting University                            | 김일성방송대학         |           |               |             |
| Kim Il-sung Military University                                | 김일성군사종합대학     | Pjöngjang | 1948          |             |
| Kim Hyung-jik University of Pedagogy                           |                        |           |               |             |
| Koryo-Songgyungwan-Universität Universität für Leichtindustrie | 고려성균관대학교       | Kaesong   | 992/1992      |             |
| Kumgang University                                             | 금강대학               | Wŏnsan    |               |             |
| Pyongyang Medical University                                   |                        | Pjöngjang |               |             |
| Pyongyang University of Architecture and Building Materials    |                        | Pjöngjang |               |             |
| Pyongyang University of Foreign Studies                        | 평양외국어대학         | Pjöngjang | 1964          |             |
| Pyongyang University of Music and Dance                        | 김원균평양음악대학     | Pjöngjang | 1972          |             |
| Pyongyang University of Printing Engineering                   |                        | Pjöngjang |               |             |
| Eisenbahn-Universität Pjöngjang                                | 평양철도대학           | Pjöngjang | 1959          | 500         |
| Universität für Wissenschaft und Technik Pjöngjang             | 평양과학기술대학       | Pjöngjang |               |             |
| Rajin University of Marine Transport                           |                        | Rasŏn     | 1968          |             |
| University of Natural Science                                  | 리과대학               | Pjöngjang |               |             |
| Wonsan Agricultural College                                    | 원산농업대학           | Wŏnsan    |               |             |